# Tío Pozo
Tío Pozo es un paraje del Departamento Loreto en la Provincia de Santiago del Estero, que se encuentra a 25 km de Loreto, sobre la Ruta Provincial 107 de tierra, y a 5 km del Río Dulce.
Su nombre proviene del quichua y significa "pozo de arena".
Es una Comisión Municipal de categoría B.
Tiene un destacamento policial, un puesto sanitario, una oficina del registro civil y la Escuela N.º 891, en la cual funciona el nivel inicial, la primaria y otra de capacitación laboral de mecánica de motos y peluquería.
Es regado por el Canal Plato Packisca y el Canal del Alto; a su vez conectados por el Canal de Enlace, que en enero de 2007 provocó inundaciones en las zonas bajas de Tío Pozo, Piruitas y otras localidades, como consecuencia del aumento del caudal debido a las lluvias en la Provincia de Tucumán..